# Neil Murray
Philip Neil Murray (Edimburgo, 27 agosto 1950) è un bassista britannico.
Inizialmente batterista, ha cambiato in seguito strumento passando al basso, per il quale è noto nell'ambito dell'hard rock e dell'heavy metal.

## Biografia
Nel 1965 si unisce ad un gruppo non professionista come batterista con i compagni di scuola Peter Blegvad e Anthony Moore (entrambi poi faranno parte dei Slapp Happy), dove rimane sino al 1968. Studia il basso elettrico e si presenta nel 1973 per aggregarsi come bassista al gruppo Gilgamesh del tastierista Alan Gowen, incide un album dallo stesso titolo e suona alcuni concerti prima di lasciare nel novembre dello stesso anno.
Nel 1973 la band degli Hanson capeggiata dal chitarrista Junior Hanson (poi conosciuto col nome Junior Marvin, membro dei Bob Marley and the Wailers), cambiò formazione e Neil Murray entrò a sostituire il bassista Clive Chaman su sua stessa raccomandazione. Incisero l'album Magic Dragon ed iniziarono un tour negli Stati Uniti ma si separarono presto nell'estate del 1974.
Ancora una volta il bassista Clive Chaman raccomanda Neil per rimpiazzarlo questa volta nei Cozy Powell's Hammers, il gruppo del famoso batterista Cozy Powell, per una lunga tournée tra il 1974 ed il 1975, ma poi nell'aprile Cozy decide di smantellare il gruppo.
Subito dopo nel maggio 1975 il batterista Jon Hiseman decide di far risorgere con nuove prospettive il suo vecchio gruppo dei Colosseum, senza sassofono ma orientato sul Jazz Rock; contattò allora Neil al basso e con Gary Moore alla chitarra e Don Airey alle tastiere veniva proposta una straordinaria formazione, ma dopo un solo album la casa discografica Bronze Records licenziò Neil Murray in tronco.
Nel giugno 1976 si unisce ai National Health, band formata dalla fusione tra i gruppi Hatfield & The North e Gilgamesh; alla fine del 1977 dopo alcuni successi e 3 album, Neil lascia il gruppo per perseguire musicalità più dure, più Hard rock.
Nel 1978 entra nel giro degli Whitesnake e viene assunto da David Coverdale in persona per la nuova formazione. Lasciò questo gruppo in seguito, nel marzo 1982, dopo 7 album ed altrettanti tour mondiali con molti successi e soddisfazioni personali.
A questo punto Neil comincia a collaborare con Gary Moore entrando poi nel suo gruppo per partecipare a 3 album e 2 tour mondiali fino al momento in cui risponde alla chiamata degli Whitesnake rientrando nel gruppo per altri 3 anni portando a termine altri 2 album ed alcune sovraincisioni per 2 raccolte.
Nel 1985 viene assoldato da Jonathan King che aveva progettato a tavolino di costituire un gruppo heavy metal definitivo con i più grandi nomi dell'hard rock liberi da contratto in circolazione, i Gogmagog che falliscono nell'impresa dopo aver inciso un breve album di presentazione.
A questo punto, nel 1986, Neil con altri due membri ex Whitesnake, per riportare in auge il sound che avevano trovato in quella formazione, forma gli MGM. Nel loro repertorio si trovano molte cover di vari gruppi e comunque la tournée mondiale si conclude con soddisfazione. Contemporaneamente Neil lavora per un gruppo Giapponese, i Vow Wow pubblicando 2 album ed un video live del relativo tour europeo.
Nel maggio 1989 Laurence Cottle lascia i Black Sabbath (subito dopo aver inciso l'album Headless Cross) i quali, incassato il rifiuto del membro originale, il bassista Geezer Butler, chiamano Neil Murray che prende parte al tour di Headless Cross e incide con loro nel 1990 l'album Tyr.
Nell'ottobre del 1991 Neil partecipa al Guitar Legends tenutosi a Siviglia dove sono presenti le più grandi stelle della chitarra Rock come Joe Satriani, Brian May, Steve Vai, Joe Walsh . Nel 1992 entra a far parte della Brian May Band con la quale intraprende due tour nell'arco di sei anni . Suona inoltre negli album Back to the Light del 1992, Live at the Brixton Academy del 1994 e Another World del 1998.
Nel 1992 riprende con Cozy Powell e nel 1994 rientra nei Black Sabbath per poi lasciarli dopo un album nel 1996.
Si aggrega al Peter Green Splinter Group, band creata per il rientro sulle scene di Peter Green dopo 25 anni di assenza incidendo un album.
Per finire nel 1996 si unisce alla band The Company of Snakes, creata dalla fusione di alcuni elementi ex-The Snakes ed ex-Bad Company.

## Discografia

### Con gli Hanson
- Magic Dragon (1974)

### Con i Colosseum II
- Strange New Flesh (1976)

### Con i National Healt]
- National Health (1977)

### Con gli Whitesnake
- Snakebite (1978)
- Trouble (1978)
- Lovehunter  (1979)
- Ready an' Willing  (1980)
- Live...In the Heart of the City (1980)
- Come an' Get It (1981)
- Saints & Sinners (1982)
- Slide It In (1984)
- Whitesnake (1987)
- Whitesnake's Greatest Hits (1994)

### Con Gary Moore
- Corridors of Power (1982)
- Victims of the Future (1983)
- Rockin' Every Night - Live in Japan (1986)

### Con i Gogmagog
- I Will Be There EP (1985)

### Con i Vow Wow
- V (1987)
- Shock Waves (1987)
- Revive (1987)
- Helter Skelter (1989)

### Con i Black Sabbath
- Tyr (1990)
- Forbidden (1995)

### Con Brian May
- Back to the Light (1992)
- Live at the Brixton Academy (1994)
- Another World (1998)

### Con i [he Company of Snakes
- Here They Go Again (2001)
- Burst the Bubble (2002)

### Con i Terrified
- Our Cross - Our Sins (2002)

### Con gli M.S.G.
- In the Midst of Beauty (2008)
- The 30th Anniversary Concert: Live in Tokyo (2010)